# Humlelik barrblomfluga
Humlelik barrblomfluga (Eriozona syrphoides) är en tvåvingeart som först beskrevs av Fallen 1817.  Humlelik barrblomfluga ingår i släktet barrblomflugor, och familjen blomflugor.
Artens utbredningsområde är Sverige. Arten är reproducerande i Sverige. Inga underarter finns listade i Catalogue of Life.

## Bildgalleri

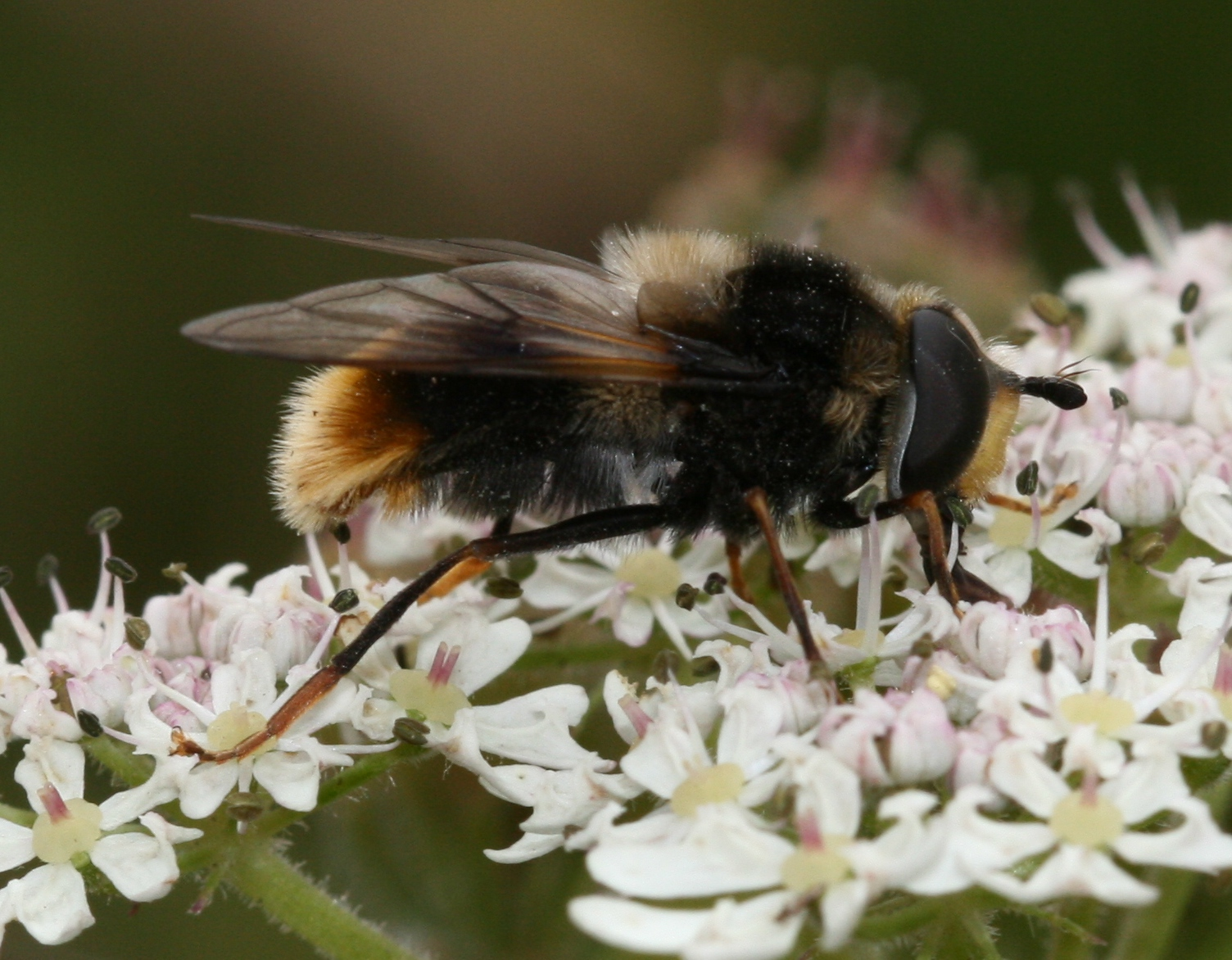
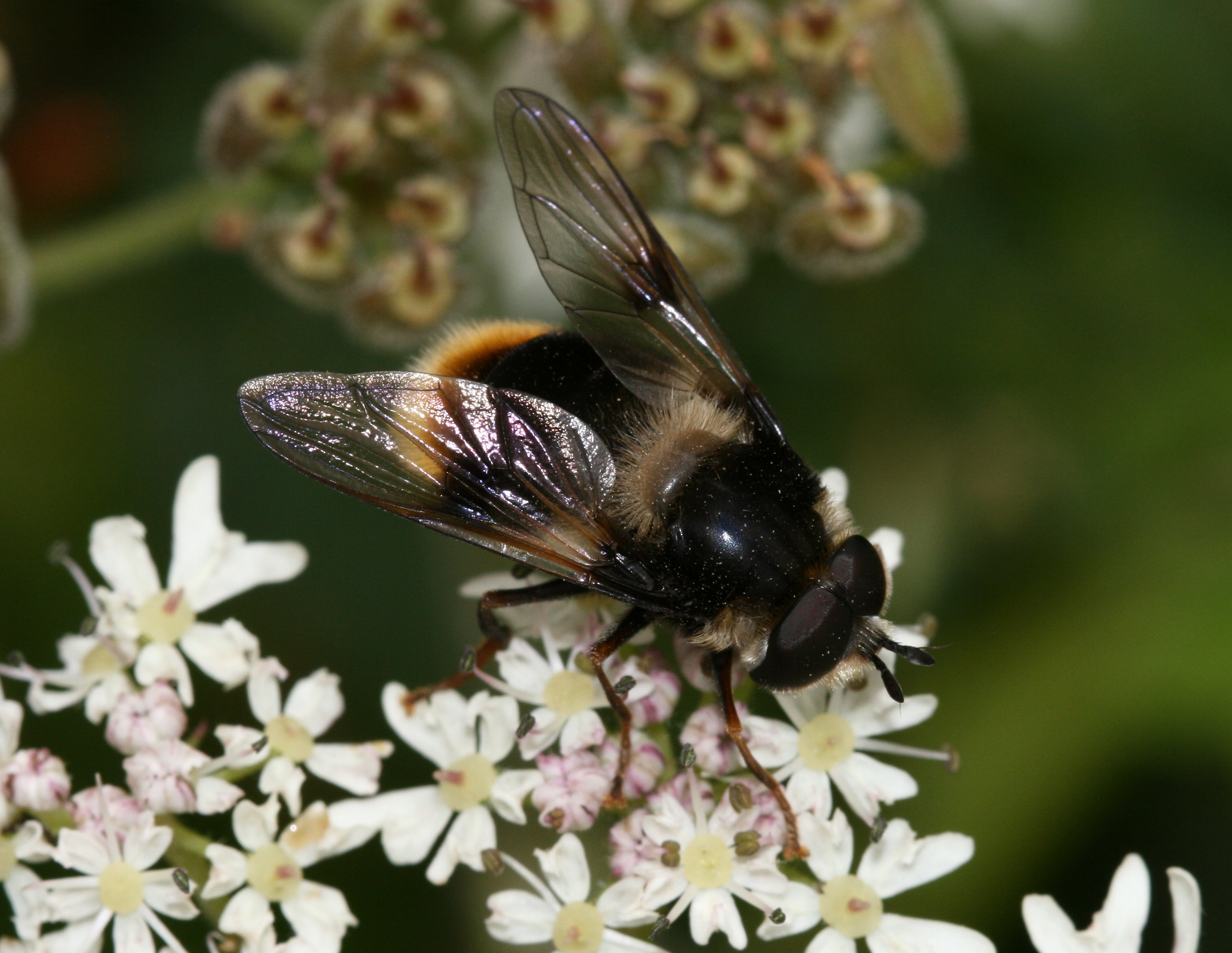
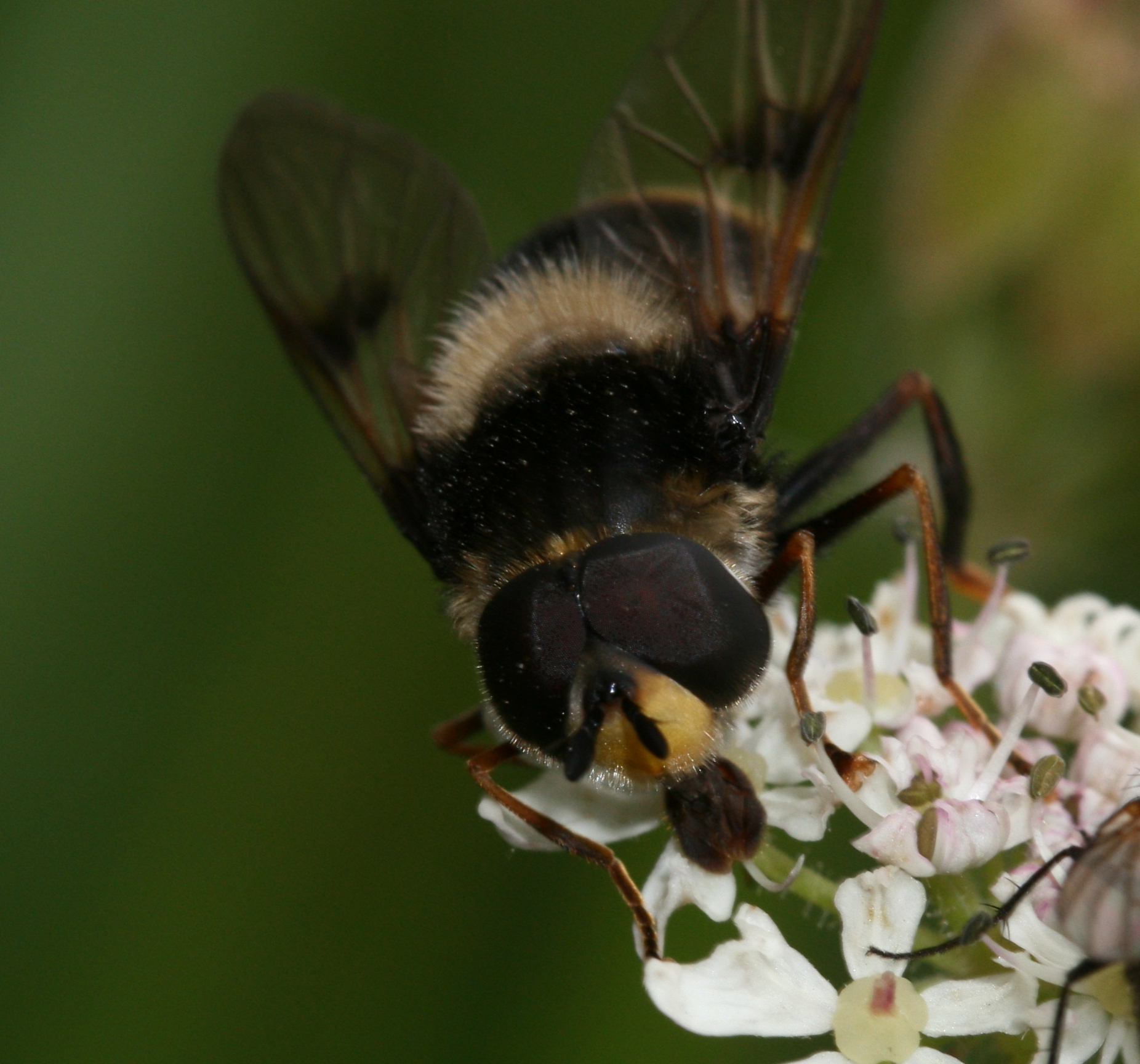
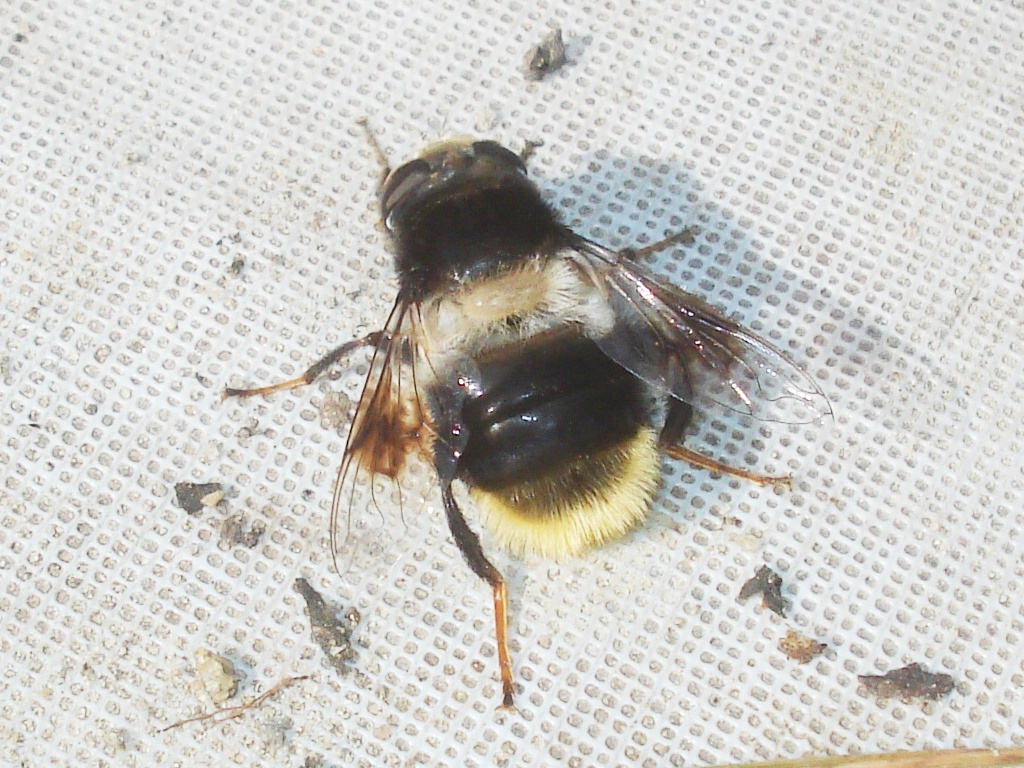
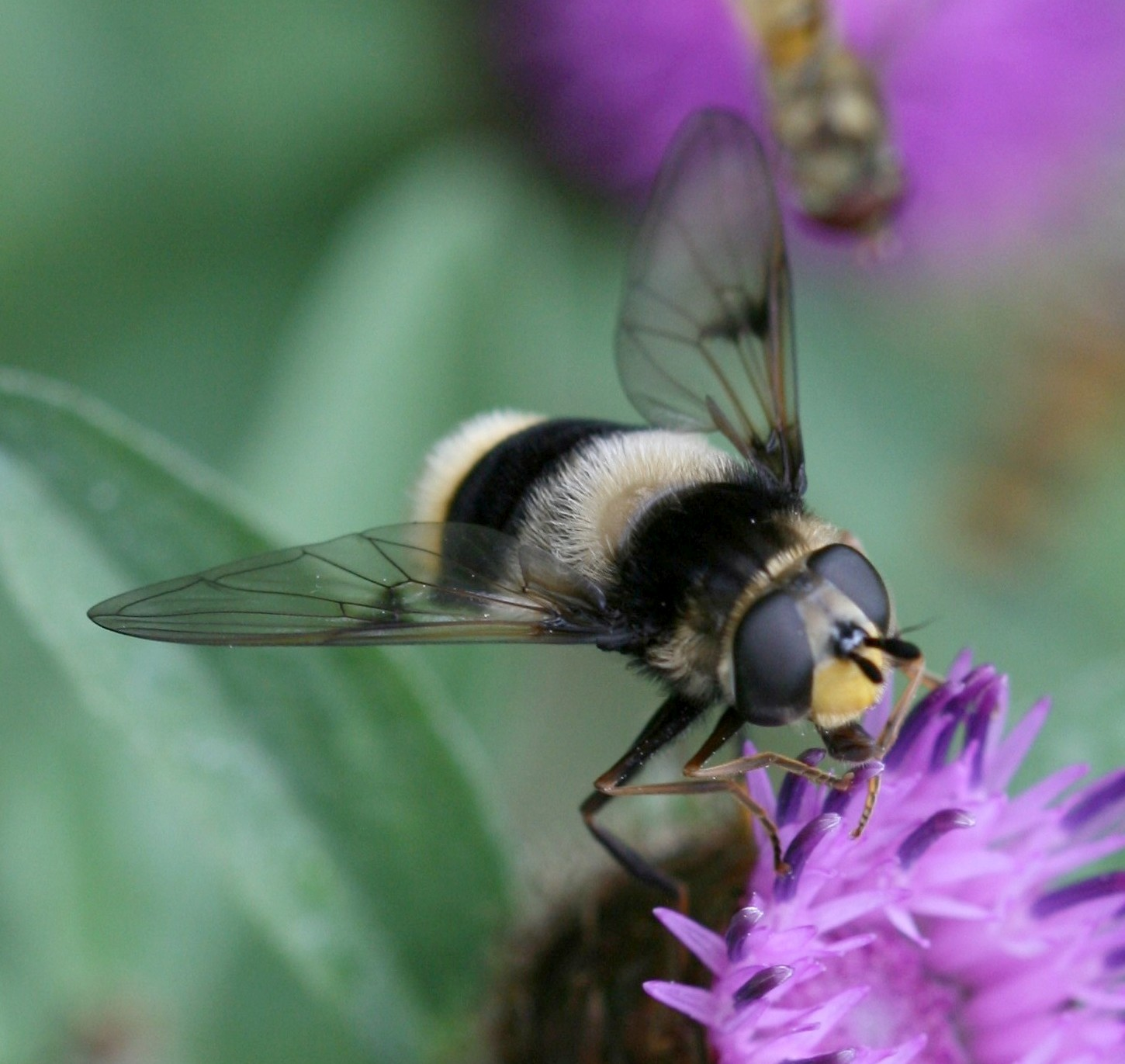